# L'Astrée
L'Astrée és una novel·la pastoral de l'autor provençal en llengua francesa Honoré d'Urfé, publicada entre els anys 1607 i 1627. Possiblement es tracti de l'obra més important de la literatura francesa del segle xvii. En part degut al seu èxit a tot Europa i en part per les seves dimensions, que comprenen sis parts, quaranta històries i seixanta llibres en 5.399 pàgines se l'ha anomenat la “novel·la de novel·les”. A l'època era llegida a totes les corts europees i fou traduïda a multitud d'idiomes. Fins i tot avui en dia n'apareixen noves edicions, tant completes com en versions reduïdes o versionada com a còmic. Les tres primeres parts aparegueren el 1607, 1610 i 1619; després de la mort d'Honoré d'Urfé el 1625 la quarta va ser completa per Balthazar Baro, mentre que les parts cinequena i sisena foren contribució de Pierre Boitel, senyor de Gaubertin. Les dues darreres parts es solen numerar com una de sola.
Les principals edicions de l'obra aparegueren els anys 1733, 1925 i 2006. El 2007 aparegué una versió cinematogràfica dirigida per Éric Rohmer: Les Amours d'Astrée et de Céladon. Gérard Pesson en realitzà una òpera el juny de 2009. En la seva obra El destí social de l'home: o teoria dels quatre moviments, Charles Fourier va discutir el que anomenà “amor celadònic” com a forma d'amor purament espiritual representat per Céladon en aquesta obra.

## Argument
L'argument és molt complex, si bé bona part de la trama es concentra en l'amor perfecte entre Astrée, en català Astrea, l'heroïna que dona nom al llibre, i Céladon, en una història ambientada en terres dels gals. Les perfídies i ambicions polítiques dels altres personatges, que comporten a la parella nombroses desventures, ocupen la major part de la novel·la, sovint interrompuda per digressions cap altres històries que no hi guarden relació si bé donen estructura i una idea del món en el qual viuen. Les descripcions de Forez fetes per D'Urfé són prou versemblants per reconèixer llocs reals sense ambigüitat. Els visitants de Boën-sur-Lignon poden visitar avui en dia els chemins de l'Astrée (o “camins de l'Astrée”) i el Grand Pré al terreny de les possessions del mateix d'Urfé.